# Луговое (Нестеровский район)
Луговое (до 1938 — Бильдервайтшен, нем. Bilderweitschen, до 1946 — Бильдервайден, нем. Bilderweiten) — посёлок в Нестеровском районе Калининградской области. Входит в состав Пригородного сельского поселения.

## Население
| 1910 | 1933 | 1939 | 2002 | 2010 |
| ---- | ---- | ---- | ---- | ---- |
| 243  | ↗365 | ↘341 | ↗444 | ↗462 |